# Gary Ridgway
Gary Leon Ridgway (Salt Lake City, Utah, 18 de febrer de 1949), conegut com The Green River Killer («L'assassí de Green River»), és un assassí en sèrie nord-americà. Fou declarat culpable d'assassinar 48 dones, encara que posteriorment va confessar haver-ne matat 71. És considerat un dels assassins en sèrie més prolífics en la història criminal dels Estats Units.
La majoria de les víctimes de Ridgway eren presumptes de ser treballadors del sexe i d'altres dones en circumstàncies vulnerables, incloses les faltes menors d'edat. La premsa li va donar el seu sobrenom després que les primeres cinc víctimes es trobessin al Riu Verd abans que es conegués la seva identitat.